# Notiomaso australis
Notiomaso australis là một loài nhện trong họ Linyphiidae.
Loài này thuộc chi Notiomaso. Notiomaso australis được Richard C. Banks miêu tả năm 1914.